# Miracle Fortress
Miracle Fortress is een Canadese indierockband uit Montreal, opgericht door Graham Van Pelt. De band gaf in 2005 een ep genaamd Watery Grave uit. In 2007 kwam het debuutalbum Five Roses uit op Secret City Records.

## Biografie
Van Pelt is tevens lid van Think About Life. De muziek van Miracle Fortress wordt voornamelijk door hem alleen opgenomen. Live is de band een kwartet. In 2007 werden drummer Jordan Robson-Cramer van Sunset Rubdown en Magic Weapon, gitarist Jessie Stein van SS Cardiacs en The Luyas en keyboardist Adam Waito van Telefauna aangetrokken om de muziek live uit te kunnen voeren. Robson-Cramer werd later vervangen door Nathan Ward. De band toerde hun eerste Europese tournee in 2007, waarbij ze in Nederland speelden op het Le Guess Who? festival en bij Subbacultcha!. Hun album Five Roses werd genomineerd voor de 2007 Polaris Music Prize.
In 2009 verlaat Stein de band om haar carrière fulltime aan The Luyas te wijden.

## Discografie
- Watery Grave ep (2005) eigen beheer
- Five Roses lp (2007) Secret City Records